# Arawei csata
Az arawei csata a második világháború csendes-óceáni hadszínterének egyik szövetséges katonai akciója volt 1943. december 15. és 1944. január 16. között. Az akciót a Dexterity hadművelet keretében hajtották végre  Új-Britannia nyugati részén. Az arawei hadmozdulatok a Director hadművelet (Operation Director) nevet kapták.

## Hadi helyzet
Új-Britannián két hadműveletileg fontos terület volt: a rabauli japán katonai bázis, amely a sziget északi végén helyezkedett el repülőterekkel és erős védelmi vonalakkal, illetve a szigetet az Umboitól elválasztó Dampier-szoros és az Umboi és Új-Guinea között húzódó Vitiaz-szoros. Az amerikaiak célja Rabaul semlegesítése volt, közvetlen támadás nélkül. Ehhez el kellett foglalni a környék kisebb katonai erődítményeit, majd a légierő bevetésével megakadályozni, hogy Rabaul egy japán támadás kiinduló pontja legyen. Az amerikaiak fő célpontja a Glouchester-fok volt, az arawei akció az ottani partraszállást tehermentesítette.

## Hadműveletek

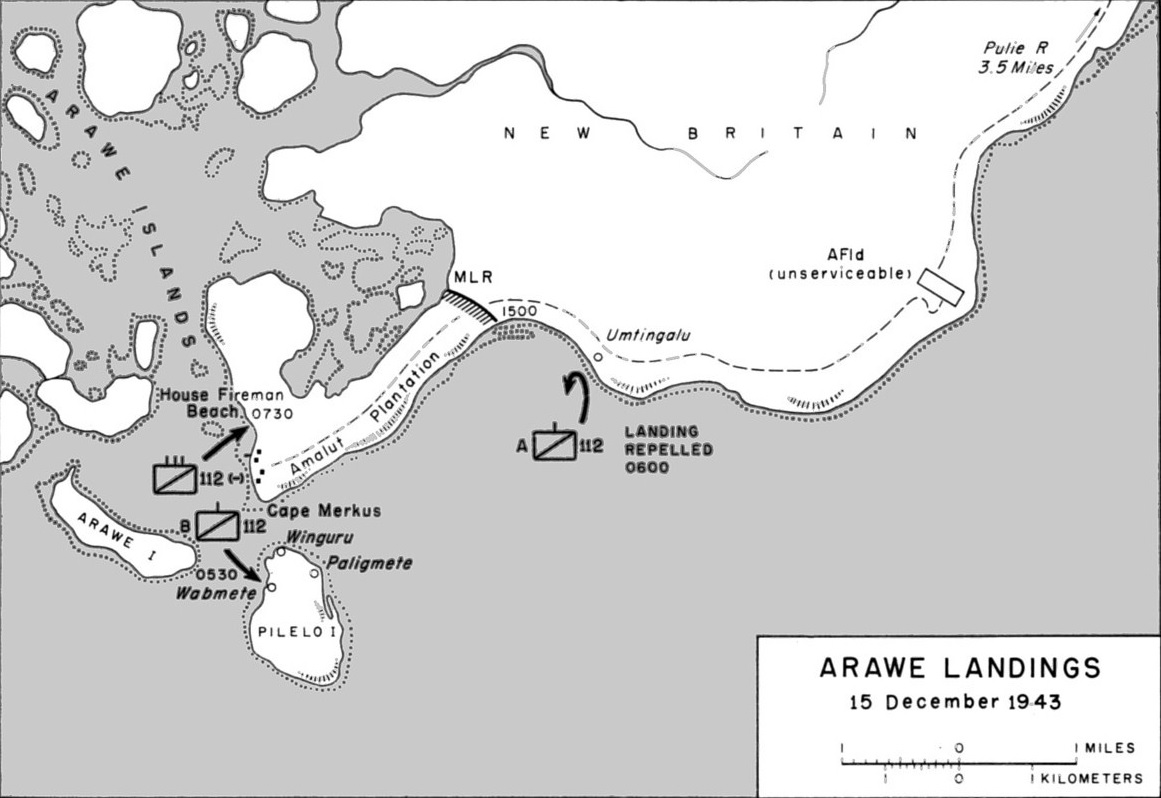
A partraszállások térképe

A japánok októberben döntöttek arról, hogy megerősítik Új-Britannia nyugati területeit. Komori őrnagy csapatai azonban még a terület felé tartottak, amikor az amerikaiak partra szálltak. Az Arawe elleni támadást Julian W. Cunningham dandártábornok irányította. Mivel az erősítés nem érkezett meg a sziget belsejéből, csak néhány helyi japán század védte a területet. Az amerikaiak  három helyen – a Pilelo-szigeten, Umlingalu falunál és az Arawe-félsziget nyugati végénél – szálltak partra.
Az Umlingalu elleni akció totális kudarc volt. A 15 támadó gumicsónakból három kivételével az összes elsüllyedt a japánok tüzében. Tizenhat amerikai meghalt, és a túlélők is csak a Shaw romboló támogató tüzének segítségével érték el a partot. Pilelón, ahol a Paligmete faluban működő japán rádióállomás volt a célpont, jobban alakultak a dolgok. A japánok két barlangba vonultak vissza, de lángszóróval kifüstölték őket. Fél 12-re a harcok befejeződtek, és az amerikaiak csak egy embert vesztettek.
A fő támadás a félsziget nyugati csücske ellen indult. Az akciót rombolók és bombázók támogatták. A csapatok első hulláma reggel hétkor érte el a partot, az ellenállás korlátozott volt. A védők túlnyomó többsége visszavonult keletre, a sziget belseje felé. A japánok legveszélyesebb akciója 9 órakor következett, amikor 20-30 repülőgép érkezett Rabaulból. Különösebb pusztítást nem tudtak okozni, és a nap végére már 1600 amerikai katona volt a félszigeten. December 15. és 27. között a japán légierő hétszer csapott le, a támadások legnagyobb eredménye egy parti szállítóhajó elsüllyesztése volt. 
A japán erősítés és az amerikaiak december 18-án csaptak össze először. December 20-án Komori elérte a Pulie-folyót, néhány kilométerre a kiürített repülőtértől. December 25-én az amerikaiak kivetették állásaiból, és kénytelen volt keletre, a fő védelmi vonalak felé visszavonulni. Cunningham erősítést kért, mert komoly japán ellenállásra számított. December 28-án a japánok támadást indítottak, amelyet a tengerészgyalogosok visszavertek. Ugyanez történt másnap is. Néhány napnyi nyugalom állt be a fronton, mivel az amerikaiak nem akarták elfoglalni a Komori által védett régi repülőteret. A japán vonalakat nagyjából száz ember tartotta.
Január 16-án megkezdődött a könnyű tankokkal, közepes bombázókkal és tüzérségi tűzzel támogatott amerikai gyalogos támadás. A nap végére a tengerészgyalogosok több mint egy kilométert haladtak előre. A japánok visszavonultak a repülőtérre, majd február közepén azt is kiürítették. Az amerikaiak a harcokban 118 halottat és 352 sebesültet veszítettek, négy katona pedig eltűnt. A japán veszteség 304 halott és három fogoly volt.